# Preparativos para estar juntos un periodo de tiempo desconocido
Preparativos para estar juntos un periodo de tiempo desconocido (en húngaro, Felkészülés meghatározatlan ideig tartó együttlétre) es una película dramática húngara de 2020 dirigida por Lili Horvát. Fue seleccionada como la entrada húngara en la categoría de Mejor Película Internacional en los 93.ª Premios de la Academia, pero no fue nominada.

## Sinopsis
Una doctora deja su vida en Estados Unidos para regresar a su casa en Budapest después de enamorarse de otra doctora, pero él asegura no haberla conocido nunca antes.

## Reparto
- Natasa Cigüeña como Vizy Márta
- Viktor Bodó como Drexler János
- Benett Vilmányi como Alex
- Zsolt Nagy como Kriván Barna
- Péter Tóth como Pszichiáter
- Andor Lukáts como el #dr. Frió

## Recepción
El agregador de reseñas Rotten Tomatoes le da a la película una calificación de aprobación del 88% basada en 56 reseñas, con una calificación promedio de 7/10. El consenso de los críticos del sitio web dice: "Su título puede ser difícil de manejar, pero Preparativos para estar juntos un periodo de tiempo desconocido analiza la naturaleza del amor con una claridad encomiable". Según Metacritic, que muestreó a 12 críticos y calculó una puntuación media ponderada de 70 sobre 100, la película recibió "críticas generalmente favorables".

### Premios
| Premio                                    | Fecha de ceremonia    | Categoría                                              | Recipient(s)                                                    | Resultado | Ref(s) |
| ----------------------------------------- | --------------------- | ------------------------------------------------------ | --------------------------------------------------------------- | --------- | ------ |
| Festival Internacional de Cine de Chicago | 25 de octubre de 2020 | Premio Hugo de Oro en el Concurso de Nuevos Directores | Lili Horvat                                                     | Ganadora  | [ 5 ]  |
| Premios Independent Spirit                | 22 de abril de 2021   | Mejor Película Extranjera                              | Preparativos para estar juntos un periodo de tiempo desconocido | Nominada  | [ 6 ]  |